# 푸순현 (푸순시)

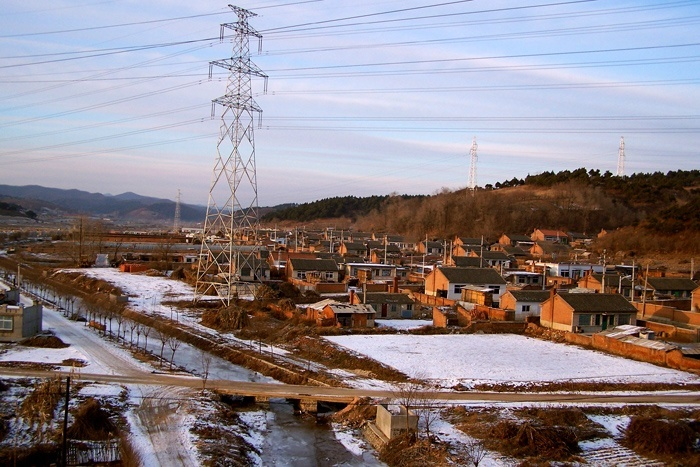

푸순현(한국어: 무순현, 중국어: 抚顺县, 병음: Fǔshùn Xiàn)은 중화인민공화국 랴오닝성 푸순 시의 행정구역이다. 넓이는 2350km2이고, 인구는 2007년 기준으로 190,000명이다.

## 행정 구역
4개 진, 6개 향, 2개 민족향을 관할한다.
- 진: 章党镇, 石文镇, 后安镇, 哈达镇.
- 향: 峡河乡, 救兵乡, 海浪乡, 马圈子乡, 上马乡, 兰山乡.
- 민족향: 拉古满族乡, 汤图满族乡.